# 5222 Йоффе
5222 Йоффе (5222 Ioffe) — астероїд головного поясу, відкритий 11 жовтня 1980 року.
Тіссеранів параметр щодо Юпітера — 3,066.